# Zygomaturinae

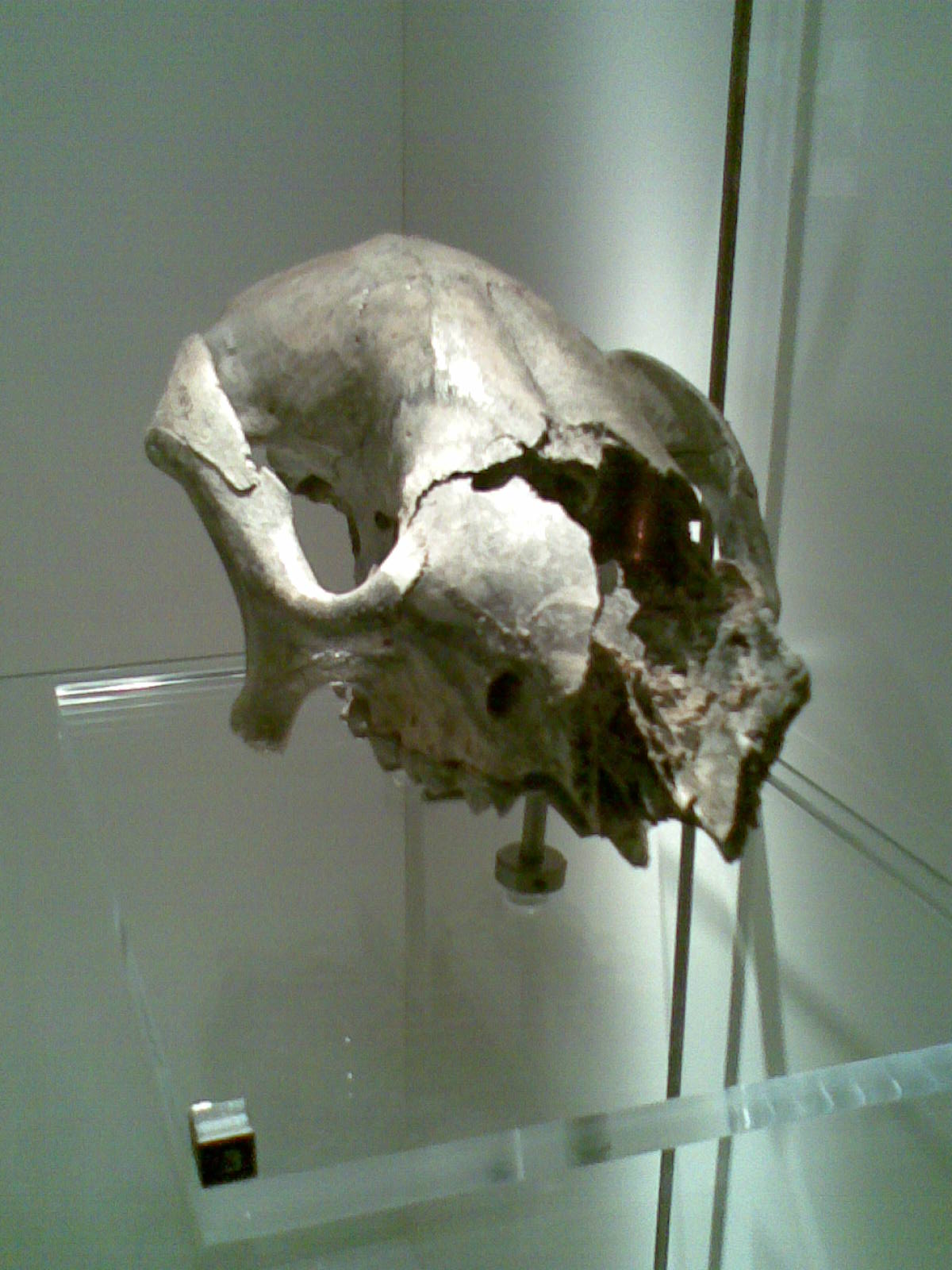
Cráneo de Neohelos en exhibición.

Zygomaturinae es una subfamilia extinta de marsupiales herbívoros. La filogenia y taxonomía de este clado son pobremente entendidos, sino problemáticos.